# Monumentul Natural Canionul Okatse
Monumentul Natural Canionul Okatse (în georgiană ოკაცეს კანიონი, transliterat: o̞kʼät̪s̪ʰe̞s̪ kʼän̪io̞n̪i) este un canion de eroziune al râului Okatse, situat în Municipalitatea Khoni, regiunea Imereti din Georgia, lângă satul Zeda Gordi, la 520 de metri deasupra nivelului mării.

## Morfologie
Monumentul Natural Canionul Okatse este un segment de 2 kilometri al râului Okatse, lung de 14 kilometri. Eroziunea văii râului a creat un canion cu o lățime de 3–6 metri, în unele locuri atingând 15–20 de metri. Adâncimea canionului variază între 20 și 100 de metri. Canionul are mai multe cascade, inclusiv Monumentul Natural Cascada Kinchkha, și câteva lacuri mici, dintre care unul, Oskapo, are 60 de metri lungime. În unele locuri, pereții canionului aproape se unesc și formează peșteri naturale, una dintre ele numită Boga, de unde se poate vedea fundul canionului. Sub Boga, adâncimea canionului crește până la 100 de metri. Geologii au identificat aici un penaj tectonic care se ridică din crusta Pământului. Prin urmare, partea inferioară a văii râului este ridicată cu câteva zeci de metri în comparație cu secțiunea mijlocie a văii. Valea a fost blocată de o fractură tectonică și s-a format un lac Gordian în care s-au depus argilă și nisip. De-a lungul canionului există mai multe peșteri din care apele carstice se varsă în râul Okatse.

## Floră
Vegetația din valea canionului beneficiază de o sursă constantă de apă și de microclimatul specific al canionului, pe malurile sale înclinate crescând câțiva copaci destul de mari, inclusiv exemplare rare și pe cale de dispariție. Valea râului este acoperită cu tufișuri de pădure. Flora preistorică a fost studiată prin analizarea sedimentelor lacului Gordian al canionului, care au o grosime de 27 de metri sau mai mult. Sedimetele lacului Gordian din epoca pleistocenă au dovezi clare ale precipitațiilor sezoniere, fiecare an având o pereche de straturi corespunzătoare. Studiul palinologic a relevat rămășițe ale unor specii arhaice de floră, acum dispărute din această regiune, inclusiv chiparos de baltă (Taxodium), Engelhardia, Careya și Tsuga. În straturile superioare ale sedimentelor lacului Gordian, nu s-au găsit urme ale acestor plante, reflectând orogeneza indusă de climă.

## Atracții turistice

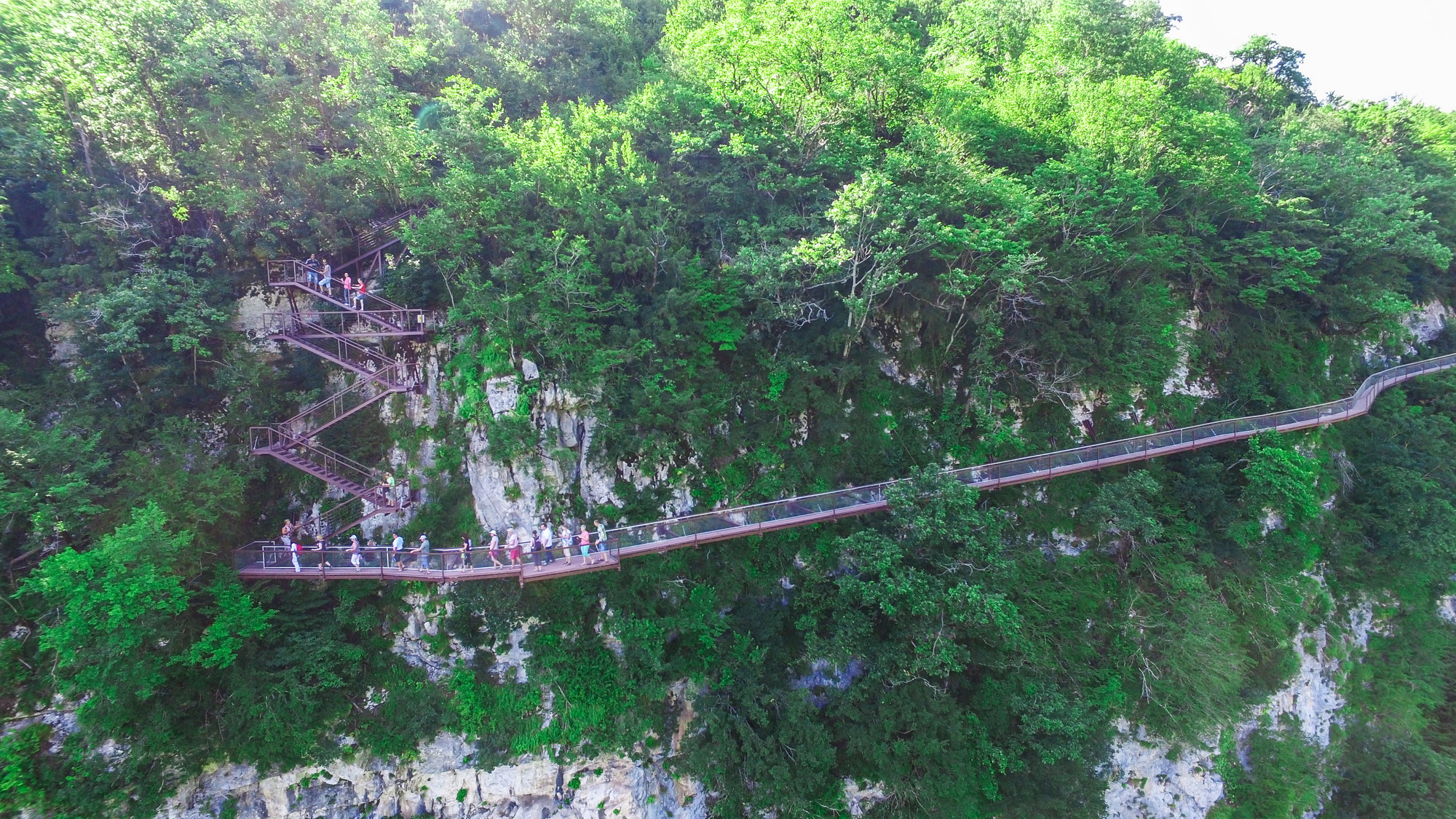
Pasarelă pietonală în Canionul Okatse.

De la centrul de vizitare al Canionului Okatse din satul Gordi începe o pasarelă pietonală lungă de 6 km, cu o secțiune pavată cu piatră de 2300 m lungime în pădurea istorică Dadiani și duce la punctul de control al Canionului Okatse, de unde începe poteca suspendată deasupra stâncii, lungă de 780 m. De aici, un drum se termină cu o platformă lungă de 20 m, suspendată deasupra canionului și oferind o vedere panoramică. Acesta este locul preferat al vizitatorilor pentru observarea păsărilor. A doua potecă pavată cu piatră, lungă de 645 m, cu 989 de trepte metalice, duce lin la râul Okatse și la fundul canionului. Aici, lățimea canionului nu depășește 4 metri, în timp ce adâncimea este de 50 de metri. De asemenea, este posibil să se ajungă de la centrul de vizitare la punctul de control al canionului cu mașina sau bicicleta. Centrul de vizitare oferă cafenea, magazin de suveniruri, vestiare și parcare. Canionul Okatse, cu Monumentul Natural Cascada Kinchkha ca atracție principală, include și parcul forestier Dadiani și ruinele castelului Dadiani.